# Integritat de dades
S'entén per integritat de dades o integritat del missatge en computació, en criptografia o en telecomunicacions en general, que quan s'envia un missatge d'una persona a una altra o bé d'una màquina a una altra, aquest missatge no sigui modificat, sense que el destinatari pugui comprovar-ho.
La modificació es refereix tant a una modificació explícita per algú com una modificació a causa d'un error (per exemple de transmissió).
En altres paraules cal poder mantenir la "integritat del missatge" evitant que aquest pugui ser modificat per un tercer.
Típicament això es pot aconseguir utilitzant funcions de sentit únic o també anomenades funcions hash, a les quals se'ls dona com a dada d'entrada el missatge i retorna un codi hash que en teoria és únic per al missatge enviat, de manera que la persona que envia el missatge ho fa amb el seu codi hash respectiu, la persona que els rep utilitza la mateixa funció hash per comparar el codi així obtingut amb el codi que rep.
Existeixen diverses implementacions d'aquestes funcions hash, les més utilitzades són SHA1 i MD5 per ser d'execució ràpida, però tenen més possibilitats de col·lisions entre codis generats per diferents caixes de diàleg altres funcions que usen més bits per crear el hash dels missatges.
Els codis hash d'un CD de 650 MiB es poden reduir a uns quants KiB.
En combinació amb claus asimètriques és possible mantenir la "Integritat del missatge" i determinar la seva procedència.